# Баранников, Александр Сергеевич
Александр Сергеевич Баранников (укр. Олександр Сергійович Баранніков; род. 23 января 1997 года, Бердичев, Украина) — украинский легкоатлет, специализирующийся на прыжках в высоту.

## Биография и карьера
Дебютировал на международной арене в 2013 году на чемпионат мире среди юношей в Донецке, где занял 4 место. В 2016 году на чемпионате Украины стал вторым с результатом 2,23 м

## Основные результаты
| Год  | Соревнования                      | Место проведения    | Место | Результат |
| ---- | --------------------------------- | ------------------- | ----- | --------- |
| 2013 | Чемпионат мира среди юношей       | Донецк, Украина     | 4     | 2,16 м    |
| 2014 | Летние юношеские Олимпийские игры | Нанкин, Китай       | 4     | 2,14 м    |
| 2015 | Чемпионат Европы среди юниоров    | Эскильстуна, Швеция | 3     | 2,19 м    |
| 2016 | Чемпионат мира среди юниоров      | Быдгощ, Польша      | 4     | 2,21 м    |